# Sapromyza claripennis
Sapromyza claripennis är en tvåvingeart som först beskrevs av Jean-Baptiste Robineau-Desvoidy 1830.  Sapromyza claripennis ingår i släktet Sapromyza och familjen lövflugor. Inga underarter finns listade i Catalogue of Life.